# Augustin Lamy
Pour les articles homonymes, voir Lamy.
Louis Augustin Marius Désiré Lamy, né à Marseille le 30 juin 1817, et, mort dans la même ville le 19 septembre 1898, est un peintre français.

## Biographie
Il fut l'élève d'Antoine Lamy (son père) et d'Aubert et a commencé sa carrière de peintre en exposant ses tableaux à Marseille en 1838 à 21 ans.
Il a exécuté pour l'église St Joseph de Marseille les peintures décoratives avec son frère Joseph. Les évangélistes sont de sa main.
Le musée des beaux-arts de Marseille conserve dans ses archives trois tableaux qui lui sont attribués.
Son grand-père (Louis-Augustin Lamy) fut membre de l'Académie de peinture de Marseille à partir de 1788 puis de nouveau à partir de 1804.

## Œuvres
- Saltimbanque et son singe (1853)[6]
- Portrait d'enfant (acquis par le musée des beaux-arts de Marseille en 1905)[7]